# Katalonia Północna

Podział departamentu Pyrenées-Orientales na historyczne comarki

Katalonia Północna (kat. Catalunya del Nord [kətəˌɫuɲəðəɫˈnoɾ] lub Catalunya Nord, fr. Catalogne Nord lub Pays Catalan) to używana głównie przez społeczność katalońskojęzyczną nazwa tej części Katalonii, która znalazła się pod kontrolą Francji po pokoju pirenejskim w 1659 roku. Inne nazwy to Katalonia Francuska oraz (tradycyjnie we Francji) Roussillon.
Katalonia Północna jest historycznie obszarem języka katalońskiego i jako taka zalicza się do krajów katalońskich.
Terytorium Katalonii Północnej pokrywa się w dużej części z granicami departamentu Pireneje Wschodnie. Głównym ośrodkiem regionu i jednocześnie stolicą departamentu jest Perpignan (kat. Perpinyà).
Historycznie Katalonia Północna dzieli się na 5 comarques:
- Capcir,
- Alta Cerdanya,
- Conflent,
- Roselló (fr. Roussillon),
- Vallespir.

Francuska nazwa regionu – Roussillon – pochodzi od nazwy największej comarki, w której leży Perpignan. W skład departamentu Pireneje Wschodnie wchodzi dodatkowo comarca Fenouillèdes, obejmująca dzisiejszy kanton Saint-Paul-de-Fenouillet, Sournia (z wyjątkiem gmin Arboussols i Tarerach), Latour-de-France (z wyjątkiem gminy Estagel) i gminę Montalba-le-Château (kanton Vinça). Comarca ta przeszła pod władzę królów Francji jeszcze w średniowieczu, z tego powodu jest oksytańskojęzyczna i nie jest uważana za część Katalonii Północnej.
Do Katalonii Północnej zalicza się również część terytorium Hiszpanii – enklawa Llivii.